# Nosibądy
Nosibądy est une localité polonaise de la gmina rurale de Grzmiąca située dans le powiat de Szczecinek en voïvodie de Poméranie-Occidentale. Elle se trouve à environ 23 km au nord-ouest de Szczecinek et 129 km à l'est de la capitale régionale Szczecin.

## Géographie

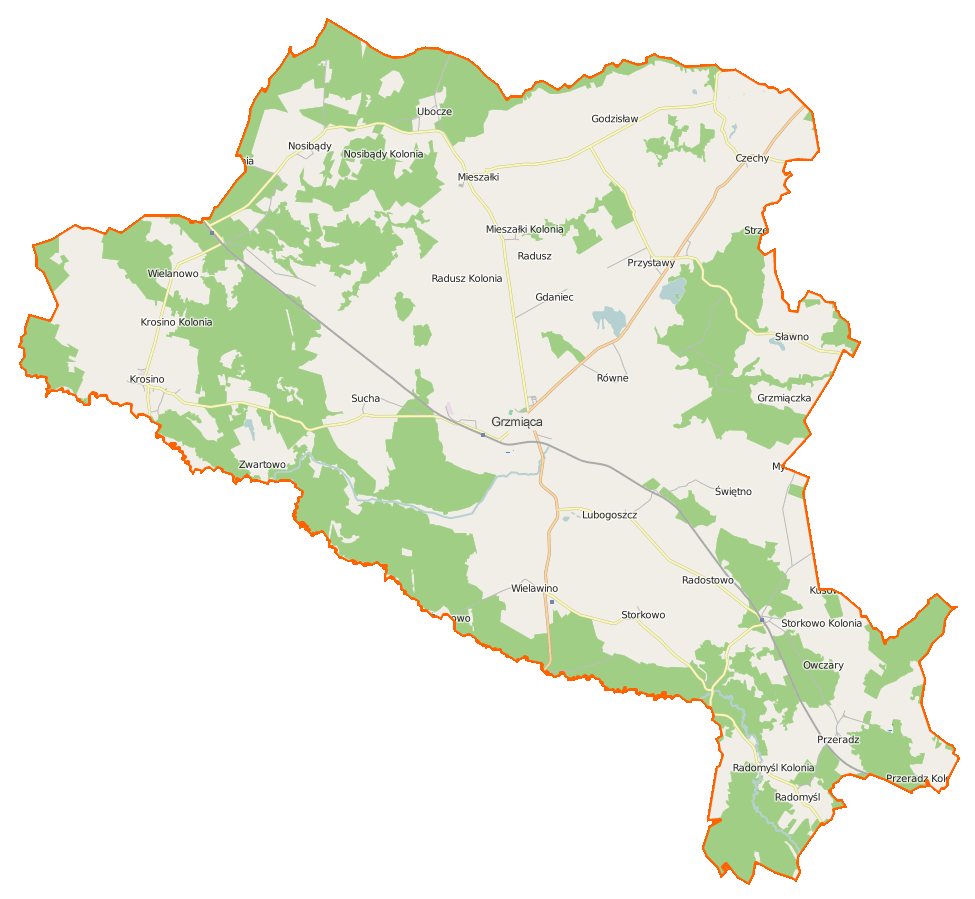
Carte de la gmina de Grzmiąca.

## Histoire
De 1725 à 1945, Naseband fait partie de l'arrondissement de Neustettin dans le district de Köslin au sein de la province de Poméranie.